# Mitsubishi Pajero Pinin
Le Mitsubishi Pajero Pinin est un petit SUV produit par le constructeur japonais Mitsubishi Motors de 1998 à 2007 au Japon et, de 2000 à 2006 en Italie. Selon le marché de destination, il s'appelle Pajero iO, Montero iO, Shogun Pinin et Pajero TR4.

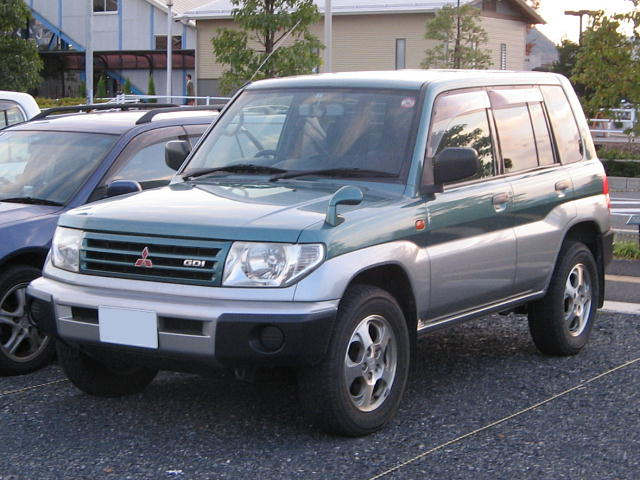
Mitsubishi Pajero Pinin 5 portes

## Présentation
Ce petit 4x4 se distingue de ses principaux concurrents (Toyota RAV4, Honda HR-V) par des capacités de franchissement dignes d'un vrai tout-terrain. Son appellation Pinin fait référence à Pininfarina, le maître italien du design qui a participé à sa conception et l'a fabriqué dans son usine en Italie pour les marchés européens. Le véhicule est un mélange unique de style italien et d'ingénierie japonaise. Plus petit que le Pajero, aussi connu sous le nom de Montero sur certains marchés d'Amérique Latine et de Shogun au Royaume-Uni, le Pajero Pinin est destiné aux automobilistes à la recherche d'un SUV adapté à la ville et doté de vraies capacités tout-terrain.

## Motorisations
Lors du lancement du Pajero Pinin 2.0 GDi 5 portes, la version 3 portes a abandonné son 1.8 GDi au profit du moteur 2.0 litres essence à injection directe offrant 9 ch supplémentaires (129 au lieu de 120) et un couple en progression de 16 Nm (190 contre 174). Il est disponible avec une boîte automatique à 4 rapports en finition haut de gamme Élégance ou manuelle à 5 rapports. 

## Finitions
Le Pajero Pinin 3 portes profite de l'arrivée du 2.0 GDi pour calquer sa gamme sur celle du Pinin 5 portes : Aventure, Classic et Élégance. La version de base se contente d'une présentation simplifiée (boucliers noirs, pas de barres de toit) et d'une dotation bien faible, eu égard au prix. L'ABS et la climatisation font leur apparition sur la Classic. Mais il faut attendre la coûteuse Élégance pour bénéficier de pare-chocs avant peints, de jantes en alliage, d'un toit ouvrant et d'un autoradio CD.

## Production et ventes
La production du Mitsubishi Pajero iO Pinin a été assurée dans plusieurs usines :
- Japon : début le 10 juin 1998 dans l'usine japonaise Mitsubishi d'Okazaki, arrêtée en 2007 avec l'arrivée du nouveau Mitsubishi Outlander. Ce dernier ne le remplace pas, puisqu'il succédait déjà au Pajero Sport. Le Mitsubishi ASX I peut être alors considéré comme le successeur indirect des Pajero Pinin et Grandis en 2010.
- Italie : début en juillet 1999 dans l'usine Pininfarina de Bairo, près de Turin[1], spécialement construite pour l'assemblage des modèles Mitsubishi en 1998/99, Pajero Pinin puis, Colt CZC,
- Brésil : la filiale brésilienne Mitsubishi Motors Brasil (MMCB) a produit, à partir de 2002 jusqu'à fin 2014, le Mitsubishi Pajero iO Pinin dans son usine de Catalão, dans l'État de Goiás.
- Chine

À l'origine (1981), Changfeng Motor vendait des Mitsubishi Pajero construits sous licence, sous la marque Mitsubishi et sous le nom de Lièbào (panthère), plus tard transformé en Leopaard. À partir de 2007, Changfeng a produit le Mitsubishi iO Pinin (Feiton) jusqu'à fin 2011 dans son usine de Changsha, uniquement destiné au marché local.
| Production & ventes Mitsubishi Pajero Pinin | Production & ventes Mitsubishi Pajero Pinin | Production & ventes Mitsubishi Pajero Pinin | Production & ventes Mitsubishi Pajero Pinin | Production & ventes Mitsubishi Pajero Pinin | Production & ventes Mitsubishi Pajero Pinin | Production & ventes Mitsubishi Pajero Pinin | Production & ventes Mitsubishi Pajero Pinin | Production & ventes Mitsubishi Pajero Pinin | Production & ventes Mitsubishi Pajero Pinin |
| Années                                      | Production                                  | Production                                  | Production                                  | Production                                  | Ventes                                      | Ventes                                      | Ventes                                      | Ventes                                      | Ventes                                      |
| Années                                      | Japon                                       | Italie                                      | Brésil                                      | Chine                                       | Japon                                       | Europe                                      | Amérique Latine                             | Chine                                       | Reste du monde                              |
| ------------------------------------------- | ------------------------------------------- | ------------------------------------------- | ------------------------------------------- | ------------------------------------------- | ------------------------------------------- | ------------------------------------------- | ------------------------------------------- | ------------------------------------------- | ------------------------------------------- |
| 1998                                        | 54.262                                      |                                             |                                             |                                             | 48.117                                      |                                             |                                             |                                             | 37                                          |
| 1999                                        | 51.516                                      | 9.595                                       |                                             |                                             | 40.278                                      | 1.918                                       |                                             |                                             | 3.851                                       |
| 2000                                        | 24.783                                      | 18.626                                      |                                             |                                             | 25.095                                      | 14.010                                      | 3.481                                       |                                             | 1.813                                       |
| 2001                                        | 13.799                                      | 12.150                                      |                                             |                                             | 10.980                                      | 15.907                                      | 2.205                                       |                                             | 1.398                                       |
| 2002                                        | 8.959                                       | 11.300                                      | 1.380                                       |                                             | 6.182                                       | 13.078                                      | 2.482                                       |                                             | 2.153                                       |
| 2003                                        | 9.016                                       | 8.313                                       | 3.180                                       |                                             | 5.954                                       | 10.425                                      | 4.074                                       | 125                                         | 2.028                                       |
| 2004                                        | 8.136                                       | 8.579                                       | 6.090                                       |                                             | 3.568                                       | 7.643                                       | 6.041                                       | 1.003                                       | 2.154                                       |
| 2005                                        | 3.592                                       |                                             | 5.820                                       |                                             | 3.395                                       | 4.456                                       | 6.243                                       | 2.107                                       | 484                                         |
| 2006                                        | 2.564                                       |                                             | 6.060                                       |                                             | 2.915                                       | 575                                         | 5.928                                       | 1.598                                       | 16                                          |
| 2007                                        | 505                                         |                                             | 9.300                                       | 520                                         | 597                                         | 2                                           | 8.025                                       | 1.533                                       |                                             |
| 2008                                        |                                             |                                             | 8.280                                       | 3.044                                       |                                             |                                             | 9.316                                       | 2.965                                       |                                             |
| 2009                                        |                                             |                                             | 10.440                                      | 2.716                                       |                                             |                                             | 8.463                                       | 2.889                                       |                                             |
| 2010                                        |                                             |                                             | 10.110                                      | 2.108                                       |                                             |                                             | 11.466                                      | 2.375                                       |                                             |
| 2011                                        |                                             |                                             | 10.380                                      | 2.250                                       |                                             |                                             | 9.158                                       |                                             |                                             |
| 2012                                        |                                             |                                             | 10.530                                      |                                             |                                             |                                             | 10.667                                      |                                             |                                             |
| 2013                                        |                                             |                                             | 9.060                                       |                                             |                                             |                                             | 9.674                                       |                                             |                                             |
| 2014                                        |                                             |                                             | 4.500                                       |                                             |                                             |                                             | 7.274                                       |                                             |                                             |
| 2015                                        |                                             |                                             |                                             |                                             |                                             |                                             | 82                                          |                                             |                                             |
| 2016                                        |                                             |                                             |                                             |                                             |                                             |                                             | 8                                           |                                             |                                             |
| 2017                                        |                                             |                                             |                                             |                                             |                                             |                                             | 8                                           |                                             |                                             |
| Total                                       | 177.132                                     | 68.563                                      | 95.130                                      | 10.638                                      | 147.081                                     | 68.014                                      | 104.595                                     | 14.595                                      | 13.934                                      |
| Total                                       | 351.463                                     | 351.463                                     | 351.463                                     | 351.463                                     | 348.219                                     | 348.219                                     | 348.219                                     | 348.219                                     | 348.219                                     |

Sources : Facts & Figures 2000, Facts & Figures 2010, Facts & Figures 2014, Facts & Figures 2018, Mitsubishi Motors website.